# Hod ha-Szaron
Hod ha-Szaron (hebr. הוד השרון; arab. هود هشارون) – miasto położone w Dystrykcie Centralnym w Izraelu.

## Położenie
Leży na równinie Szaron w aglomeracji miejskiej Gusz Dan, w otoczeniu miast Ramat ha-Szaron, Herclijja, Ra’ananna, Kefar Sawa, Rosz ha-Ajin i Petach Tikwa, oraz moszawów Kefar Malal, Giwat Chen, Eliszama, Ganne Am, Jarkona, Adanim i Newe Jarak. Jest położone w odległości 10 km na wschód od wybrzeża Morza Śródziemnego, 8 km na wschód od Tel Awiwu i 8 km na zachód od terytorium Autonomii Palestyńskiej.

## Historia
Współczesne miasto Hod ha-Szaron powstało w 1964 z połączenia czterech osobnych osiedli: Magdiel, Ramatayim, Kfar Hadar i Ramat Hadar.
Osada Magdiel została założona 2 sierpnia 1924 przez grupę 12 żydowskich imigrantów z Polski. Była to typowa osada rolnicza położona na pustkowiu pomiędzy arabskimi wioskami. Ziemię otrzymali od Yehoshuy Hankina.
Osada Ramatayim została założona w 1925 przez imigrantów z Polski. Była ona położona na dwóch wzgórzach, stąd wzięła się jej nazwa, która w języku hebrajskim oznaczała Dwa Wzgórza. Był to typowy rolniczy moszaw. Obecnie dokładnie w tym miejscu znajduje się miasto Hod ha-Szaron.
W 1927 imigranci z klasy średniej pochodzący z Europy Wschodniej i Włoch założyli osadę Kfar Hadar. Ziemię zakupiono od Beduinów z plemienia Abou Kishk. Pionierzy hodowali w tej okolicy drzewa cytrusowe oraz hodowali drób. Na początku lat 40. osiedlili się tutaj imigranci z Jemenu. W 1951 osady Ramatayim i Kfar Hadar połączyły się, tworząc jedną osadę Hadar Ramatayim. Obecnie jest to część dzielnicy Ganney Tzvi.
W grudniu 1938 grupa imigrantów z Niemiec założyła osadę Ramat Hadar. Składało się ono z szeregu gospodarstw rolniczych, które łączyły się z sobą prowadząc wspólną działalność gospodarczą. Działały one samodzielnie, bez jakiejkolwiek pomocy z zewnątrz, co było rzadkością w tamtych czasach.
Po połączeniu w 1964 tych małych osad w jedną miejscowość, nastąpił okres szybkiego rozwoju. Powstawały wówczas osiedla mieszkaniowe, strefy przemysłowe oraz parki. W 1990 Hod ha-Szaron otrzymało prawa miejskie.

## Demografia
Zgodnie z danymi Izraelskiego Centrum Danych Statystycznych w 2008 roku w mieście żyło 46,6 tys. mieszkańców, z czego 99,9% Żydzi.
Zgodnie z danymi Izraelskiego Centrum Danych Statystycznych w Hod ha-Szaron w 2005 było 18 612 zatrudnionych pracowników i 2006 pracujących na własny rachunek. Pracownicy otrzymujący stałe pensje zarabiali w 2004 średnio 9698 NIS, i otrzymali w ciągu roku podwyżki średnio o 7,1%. Przy czym mężczyźni zarabiali średnio 13 326 NIS (podwyżka o 9,5%), a kobiety zarabiały średnio 6306 NIS (podwyżka o 1,6%). W przypadku osób pracujących na własny rachunek średnie dochody wyniosły 8490 NIS. W 2005 roku w Hod ha-Szaron było 335 osoby otrzymujące zasiłek dla bezrobotnych i 300 osób otrzymujących świadczenia gwarantowane.
Populacja miasta pod względem wieku:
| Wiek (w latach) | Procent populacji w % |
| --------------- | --------------------- |
| 0-4             | 9,3%                  |
| 5-9             | 8,5%                  |
| 10-14           | 8,3%                  |
| 15-19           | 7,1%                  |
| 20-29           | 13,0%                 |
| 30-44           | 23,2%                 |
| 45-59           | 18,5%                 |
| ponad 60        | 12,2%                 |

Źródło danych: Central Bureau of Statistics.
Miasto posiada liczne osiedla mieszkaniowe: Neve Ne’eman, Neve Hadar, Ramot Menachem, Ramat Hadar, Ganei Tsvi, Shikun Giyora, Hadar, Ramatayim, Shikun Poalim, Sharet, Magdiel, Ha-Poel Ha-Mizrachi, Gil Amal i Shikun Blokonim.

## Gospodarka
Przez dziesięciolecia była to niewielka osada rolnicza położona pomiędzy sadami drzew cytrusowych i uprawami rolniczymi w żyznym terenie równiny Szaron. Jednak współczesne Hod ha-Szaron to nowoczesne miasto z licznymi osiedlami mieszkaniowymi i strefami przemysłowymi, pomiędzy którymi znajdują się parki i sady owocowe. Jest to największe wiejskie miasteczko w Izraelu. Przyciąga ono liczne młode rodziny szukające miejsca zamieszkania pośrodku zieleni, w pobliżu miejsc pracy w aglomeracji Gush Dan.
Miasto posiada dwie strefy przemysłowe, w których między innymi znajdują się zakłady Coca-Cola, high-tech i Sano.

## Transport
Wzdłuż zachodniej granicy miasta przebiega droga ekspresowa nr 4  (Erez – Kefar Rosz ha-Nikra), brak jednak możliwości bezpośredniego wjazdu na nią. Lokalna droga prowadzi na zachód do miasta Ramat ha-Szaron. Przez centrum przebiega droga nr 402 , którą jadąc na północ dojeżdża się do moszawu Kefar Malal, miasta Kefar Sawa i drogi ekspresowej nr 4, natomiast jadąc na południe dojeżdża się do drogi ekspresowej nr 40  (Kefar Sawa – Ketura) i autostrady nr 5  (Tel Awiw – Ari’el). Wzdłuż wschodniej granicy miasta przebiega droga ekspresowa nr 40, a wzdłuż północnej droga nr 531 .
W północno-wschodniej części miasta znajduje się stacja kolejowa Hod ha-Szaron. Pociągi z Hod ha-Szaron jadą do Lod, Tel Awiwu, Bene Berak, Petach Tikwa, Kefar Sawy i Riszon le-Cijjon.

## Oświata

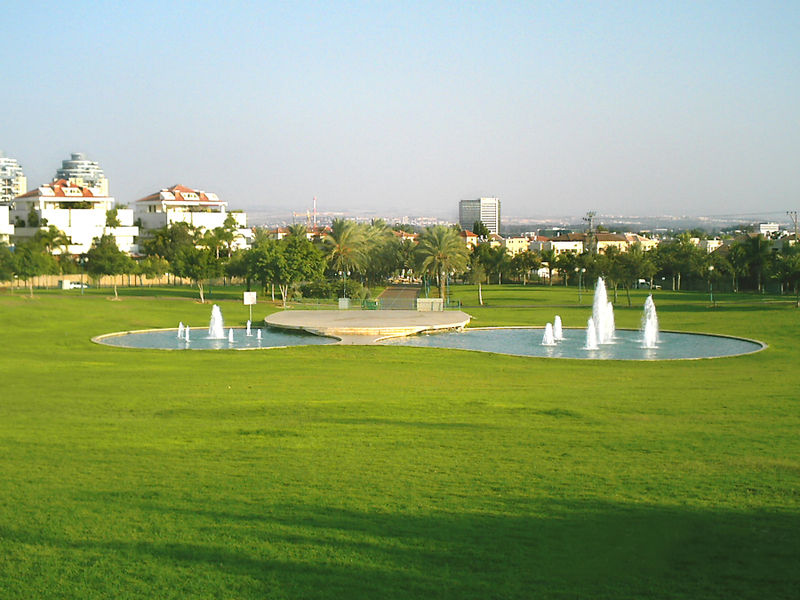
Park Arba w Hod ha-Szaron

W Hod ha-Szaron znajduje się 11 szkół podstawowych i 8 szkół średnich, w których uczy się ponad 8 tys. uczniów.
Jest tu religijne centrum edukacyjne Chabad of Hod ha-Szaron.

## Kultura
W mieście znajduje się duże centrum kultury, w którym działają galerie sztuki, sala koncertowa, skomputeryzowana biblioteka oraz warsztaty sztuki i tańca.

## Sport
W mieście prowadzi rozgrywki drużyna koszykarska Maccabi Hod ha-Szaron.

## Turystyka
Hod ha-Szaron słynie z hodowli żydowskich koni (susey poni). Według legendy te żydowskie kuce pomogły Izraelitom przejść przez Morze Czerwone, gdy wychodzili z Egiptu w drodze do Kanaanu.

## Burmistrzowie miasta
- Ezra Binyamini (1990-2003)
- Chai Adiv (2003-)

## Miasta partnerskie
- Dorsten, Niemcy
- Sinaia, Rumunia
- Izmir, Turcja